# Stade Luiz Viana Filho
Le Stade Luiz Viana Filho (en portugais : Estádio Luiz Viana Filho), également surnommé l'Itabunão, est un stade de football brésilien situé à Banco Raso, quartier de la ville d'Itabuna, dans l'État de Bahia.
Le stade, doté de 9 200 places et inauguré en 1973, sert d'enceinte à domicile aux équipes de football de l'Itabuna Esporte Clube et du Grapiúna Atlético Clube.

## Histoire
Le stade ouvre ses portes en 1973. Il est inauguré le 28 juin 1973 lors d'un match nul 2-2 entre les locaux de l'Itabuna EC et de l'EC Vitória (le premier but officiel au stade étant inscrit par Osny, joueur du Vitória).
Le record d'affluence au stade est de 28 213 spectateurs lors d'une victoire 2-1 du club carioca de Flamengo sur le Vasco da Gama.

## Galerie

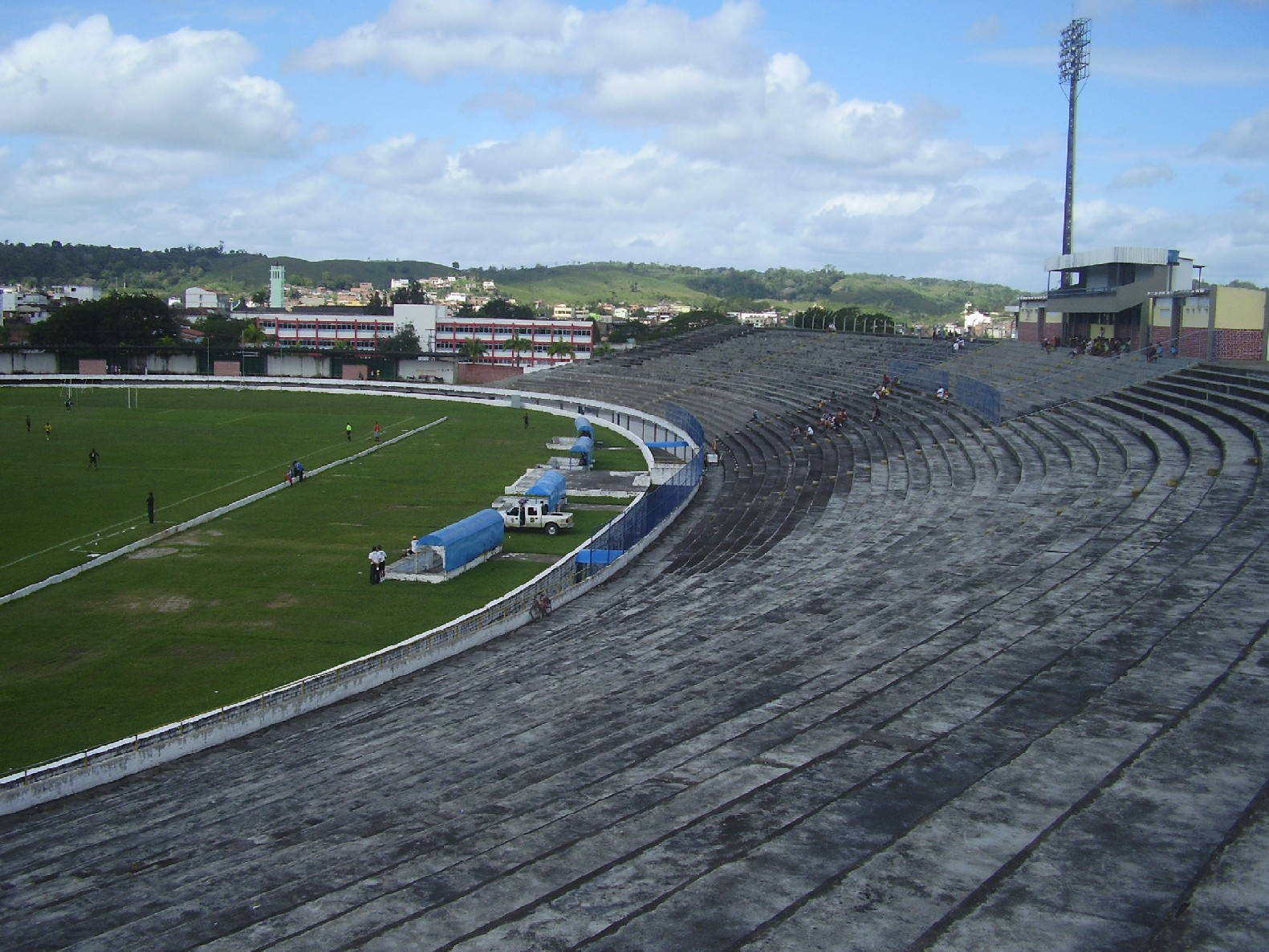
Tribunes du stade